# Tadas Klimavičius
Tadas Klimavicius, né le 10 octobre 1982 à Kaunas, dans la République socialiste soviétique de Lituanie, est un joueur lituanien de basket-ball, évoluant aux postes d'ailier fort et de pivot.

## Biographie

### Palmarès
- 3e du championnat du monde 2010
- Vainqueur de la ligue baltique 2010 (Žalgiris Kaunas)